# Nedrahovice
Nedrahovice település Csehországban, a Příbrami járásban. Nedrahovice Jesenice, Sedlec-Prčice, Nechvalice, Sedlčany, Počepice, Vysoký Chlumec és Kosova Hora településekkel határos. Lakosainak száma 472 fő (2024. január 1.).

## Népesség
A település lakosságának változását az alábbi diagram mutatja:
| Lakosok száma | 1074 | 1034 | 919  | 672  | 498  | 469  | 438  | 454  | 471  | 472  |
|               | 1869 | 1890 | 1921 | 1950 | 1980 | 2001 | 2017 | 2019 | 2022 | 2024 |